# Абдухакимов, Азиз Абдукахарович
Азиз Абдукахарович Абдухакимов (род. 1974, Ташкент) — министр природных ресурсов Республики Узбекистан.

## Биография
Азиз Абдукахарович Абдухакимов родился 17 июня 1974 году в городе Ташкент. Окончил Ташкентский государственный экономический университет. По специальности экономист, магистратуру окончил в японском Университете Хитоцубаси.

### Карьера
- В 1993—1996 годах — специалист, главный специалист, начальник отдела Акционерного инновационного коммерческого банка «Ипак йули».
- В 1996—2004 годах — главный экономист Центрального банка Республики Узбекистан, консультант представительства «Берлинер Банк АГ» в городе Ташкент, начальник отдела проектного финансирования, заместитель начальника и начальник управления торгового и проектного финансирования АКБ «Узпромстройбанк».
- В 2004—2008 годах — заместитель начальника Сводного информационно-аналитического департамента по вопросам экономики и внешних экономических связей Республики Узбекистан.
- В 2008—2010 годах — первый заместитель председателя Государственного комитета Республики Узбекистан по управлению государственным имуществом.
- В 2010—2012 годах — председатель Государственного комитета Республики Узбекистан по управлению государственным имуществом.
- В 2012—2014 годах — председатель Государственного комитета Республики Узбекистан по приватизации, демонополизации и развитию конкуренции.
- В 2014—2017 годах — министр труда и социальной защиты населения Республики Узбекистан[9]. В разные годы возглавляемое им ведомство называлось Министерством труда и Министерством занятости и трудовых отношений.
- В 2017—2018 годах — председатель Государственного комитета по развитию туризма Республики Узбекистан[10].
- В 2018—2022 годах – заместитель Премьер-министра Республики Узбекистан[11], руководитель Комплекса по вопросам образования, здравоохранения, физической культуры, спорта и туризма[12].
- С 12 января 2019 года – ректор Международного Университета туризма "Шелковый путь" Республики Узбекистан[13].
- С 30 декабря 2022 года - министр природных ресурсов Республики Узбекистан[8].

## Награды
- Орден «Мехнат шухрати» (2024)[14].